# Сельма Вілхунен
Сельма Вілхунен (фін. Selma Vilhunen; 1976, Фінляндія) — фінська кінорежисерка, сценаристка та продюсерка. Найбільш відома своїм короткометражним фільмом «Чому все маю робити я?», що став номінантом премії «Оскар» (2014), та художніми фільмами «Дівчинка на ім'я Варпу» (2016), а також «Дурне молоде серце» (2018). Співзасновниця продюсерської компанії Tuffi Films Oy. Один із провідних режисерів документального кіно у Фінляндії.

## Життєпис
Народилася в 1976 році. У 2004 році закінчила Академію мистецтв  Університет прикладних наук в Турку.
З 1999 року знімає документальні та короткометражні фільми.
У 2012 році вийшов її художній короткометражний фільм « Чому все маю робити я?» (тривалістю 6,5 хвилин), який у 2014 році став номінантом премії «Оскар» за найкращий ігровий короткометражний фільм. Ця картина стала першою за всю історію кінематографа Фінляндії короткометражною картиною, номінованою на цю премію, і лише другим фінським фільмом (після фільму 2002 року «Людина без минулого» Акі Каурісмякі), номінованим на цю премію в будь-яких номінаціях. Після цього Вілхунен стала членом кіноакадемії США та була запрошена до складу журі премії «Оскар» 2015 року.
Її режисерським дебютом у художньому повнометражному кінематографі став фільм «Дівчинка на ім'я Варпу», знятий нею за власним сценарієм. Прем'єра картини відбулася у вересні 2016 року в Торонто. На думку канадського критика Девіда Д'Арсі, цей дебют для Вілхунен вийшов чудовим і реалістичним. У 2017 році фільм став номінантом фінської національної кінопремії «Юссі» у десяти номінаціях (включаючи дві персональні номінації Вілхунен — за найкращу режисуру та найкращий сценарій), переміг в одній із них: премію «Юссі» за найкращу жіночу роль отримала 13-літня Ліннея Ског, виконавиця головної ролі. У листопаді 2017 року фільм став володарем кінопремії Північної ради — найпрестижнішої премії у країнах Північної Європи. Журі кінопремії, обґрунтовуючи своє рішення про присудження премії за 2017 рік цьому фільму, зазначило, що Вілхунен, маючи невеликий бюджет, змогла передати на екрані найглибші людські почуття, показавши, що є неординарним режисером та сценаристом.
Наступним фільмом Вілхунен стала документальна картина Hobbyhorse revolution («Революція хобіхорсингу», зустрічається також інший переклад — «Коники на ціпках: революція»), присвячена хобіхорсингу, який набирає в останні роки у Фінляндії та Швеції підлітковій субкультурі катання на дерев'яних палицях-конях. Світова прем'єра фільму відбулася 31 березня 2017 року на кінофестивалі у Тампере; на цьому фестивалі фільм отримав дві нагороди, включаючи головний приз. У 2018 році цей фільм став лауреатом національної премії «Юссі» у номінації «Найкращий документальний фільм».
У 2018 році вийшов другий повнометражний художній фільм Вілхунен — Hölmö nuori sydän («Дурне молоде серце») з Вілле Хаапасало в одній з головних ролей. На Берлінському кінофестивалі 2019 року цей фільм отримав «Кришталевого ведмедя», ставши переможцем конкурсної програми дитячих та юнацьких фільмів. Також у 2019 році фільм висунутий на здобуття премії «Оскар» (у номінації «Найкращий іноземний фільм»).

## Фільмографія
| 2020 | с   | Кращий рік                                                          | Paras vuosi ikinä                    | режисер            |
| 2018 | ф   | Дурне молоде серце                                                  | Hölmö nuori sydän                    | режисер            |
| 2017 | док | Революція хоббіхорсингу                                             | Hobbyhorse revolution                | режисер, сценарист |
| 2016 | ф   | Дівчинка на ім'я Варпу                                              | Tyttö nimeltä Varpu                  | режисер, сценарист |
| 2014 | кф  | Дівчина та собаки                                                   | The Girl and the Dogs                | режисер, сценарист |
| 2014 | ф   | Скандинавська фабрика                                               | Nordic Factory                       | режисер            |
| 2014 | док | Пісня                                                               | Laulu                                | режисер, сценарист |
| 2013 | док | Дискотека                                                           | Disco                                | режисер, сценарист |
| 2012 | кф  | Чому все маю робити я?, або Невже мені доведеться все робити самій? | Pitääkö mun kaikki hoitaa?           | режисер            |
| 2008 | док | Дівчата-поні                                                        | Ponitytöt                            | режисер, сценарист |
| 2007 | тф  | П'єта                                                               | Pietà                                | режисер, сценарист |
| 2006 | док | Хлопці                                                              | Jätkät                               | режисер, сценарист |
| 2003 | док | Мої слоники                                                         | Minun pikku elefanttini              | режисер, сценарист |
| 2003 | док | Ласкаво просимо на шостий день Іракської війни                      | Welcome to the Day 6 of the Iraq War | режисер, сценарист |
| 2002 | кф  | Перетин                                                             | Risteys                              | режисер            |
| 2001 | кф  | Золотий карась                                                      | Ruutana                              | режисер, сценарист |
| 1999 | док | День з батьком                                                      | Päivä isän kanssa                    | режисер, сценарист |
| 1999 | док | Цей момент                                                          | Tämä hetki                           | режисер, сценарист |

## Родина
Одружена, має доньку, проживає в Гельсінкі.